# Acosmeryx

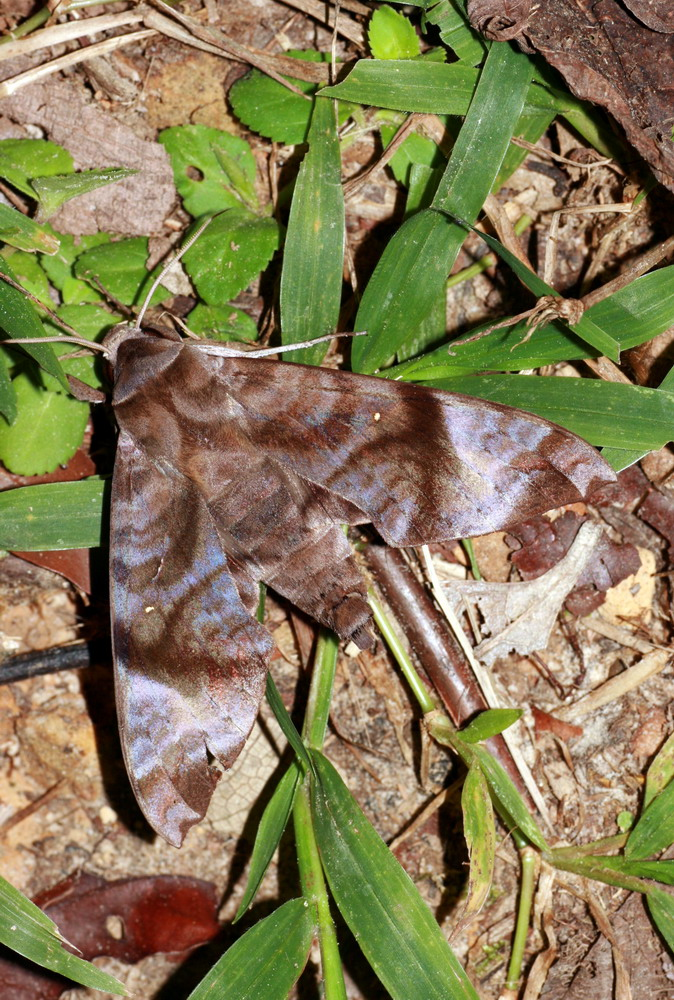
Acosmeryx shervillii aus Borneo

Acosmeryx ist eine Gattung aus der Schmetterlingsfamilie der Schwärmer (Sphingidae) innerhalb der Unterfamilie Macroglossinae.

## Merkmale
Die Oberseite der Flügel ist überwiegend braun und grau gefärbt und weist eine mosaikartige Musterung auf. Der Außenrand der Vorderflügel ist eingebuchtet, zwischen den Adern R4 und R5 ist er gekrümmt. Das letzte Glied der fadenförmigen, rau beschuppten Fühler ist sehr lang. Den Faltern fehlen wimperartige Schuppen an den Facettenaugen. Die Labialpalpen sind groß und seitlich betrachtet abgerundet. Der Hinterleib trägt zahlreiche Sporne, die kurzen sind blass und eher dünn, die langen sind kräftiger. Das achte Tergit ist tief gekrümmt und vom Sternit getrennt. Die Schienen (Tibien) der Hinterbeine tragen zwei Paar Sporne, die proximalen Sporne sind doppelt so lang wie die distalen.
Die Eier sind glatt, grün glänzend und eiförmig.
Die Raupen haben einen kleinen Kopf und einen Körper, der sich vom ersten Hinterleibssegment an nach vorne verjüngt. Das dritte Thoraxsegment und das erste Hinterleibssegment haben ventrolateral eine Auskragung. Die Thoraxsegmente sind ventral dunkel. Das Analhorn ist mittellang und aufgerichtet, aber scharf gekrümmt. Dorsolateral verläuft eine Längslinie.
Bei der Puppe ist der Saugrüssel mit dem Körper verwachsen. Das siebte Hinterleibssegment ist am Hinterrand stark eingeschnitten. Der Kremaster ist kurz und dick und trägt an der Spitze ein Dornenpaar oder ist zu einem Schaft ausgezogen.

## Lebensweise
Die Raupen ernähren sich von kletternden und rankenden Weinrebengewächsen (Vitaceae), Strahlengriffelgewächsen (Actinidiaceae) und Rosenapfelgewächsen (Dilleniaceae).

## Vorkommen und Systematik
Das Verbreitungsgebiet der Gattung umfasst den Orient, Australasien und die östliche Paläarktis. Das Verbreitungsgebiet einer Art, Acosmeryx naga, reicht auch bis in die westliche Paläarktis in Tadschikistan und Afghanistan. Zurzeit sind 19 Arten bekannt:
- Acosmeryx akanshi Melichar, Řezáč, Manjunatha & Horecký, 2014
- Acosmeryx anceus (Stoll, 1781)
- Acosmeryx beatae Cadiou, 2005
- Acosmeryx castanea Rothschild & Jordan, 1903
- Acosmeryx formosana (Matsumura, 1927)
- Acosmeryx hoenei (Mell, 1937)
- Acosmeryx miskini (Murray, 1873)
- Acosmeryx miskinoides Vaglia & Haxaire, 2007
- Acosmeryx naga (Moore, [1858])
- Acosmeryx omissa Rothschild & Jordan, 1903
- Acosmeryx pseudomissa Mell, 1922
- Acosmeryx purus Kudo, Nakao & Kitching, 2014
- Acosmeryx rebeccae Hogenes & Treadaway, 1999
- Acosmeryx sericeus (Walker, 1856)
- Acosmeryx shervillii Boisduval, [1875]
- Acosmeryx sinjaevi Brechlin & Kitching, 1996
- Acosmeryx socrates Boisduval, [1875]
- Acosmeryx tenggarensis Brechlin & Kitching, 2007
- Acosmeryx yunnanfuana Clark, 1925

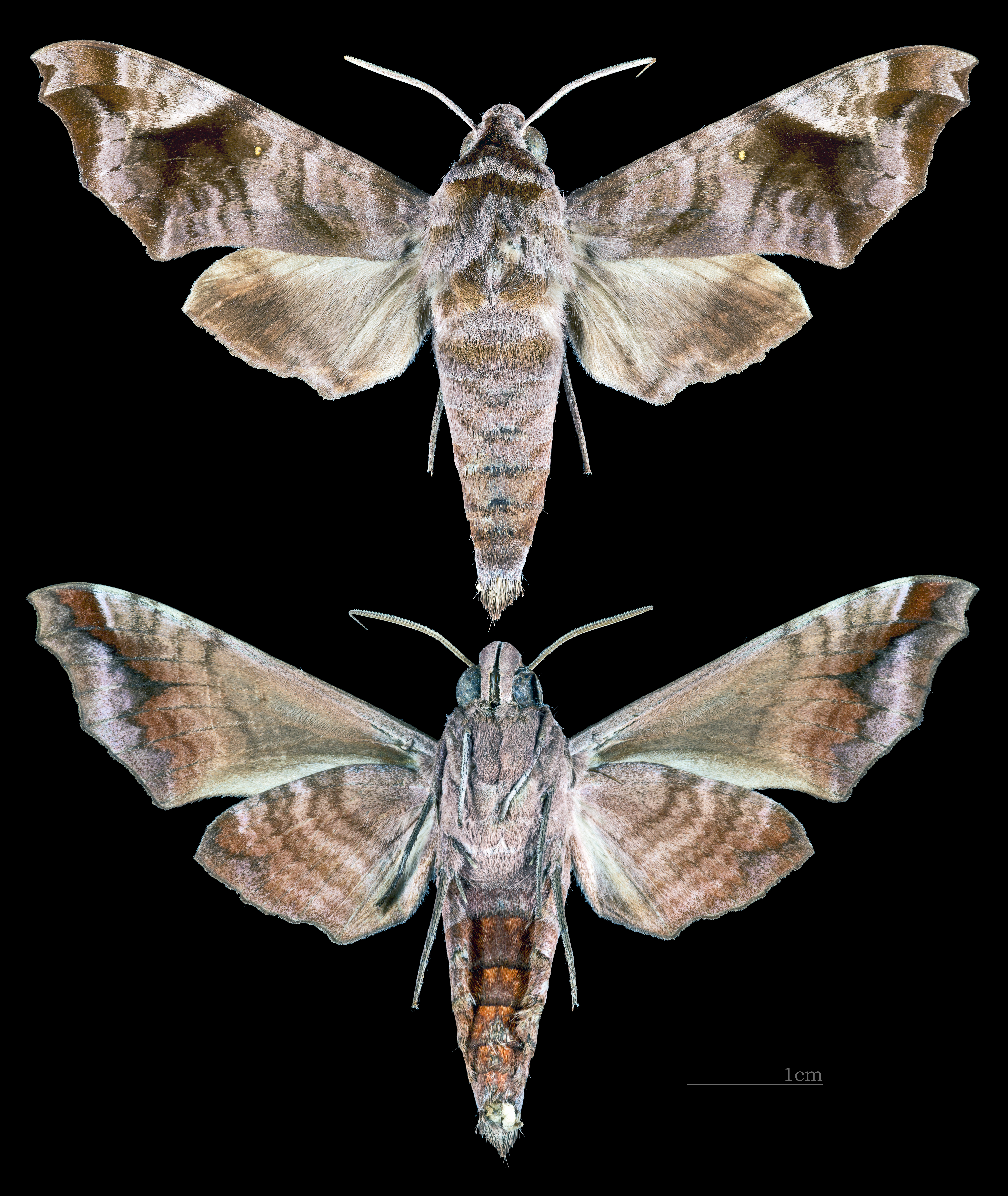
Acosmeryx anceus
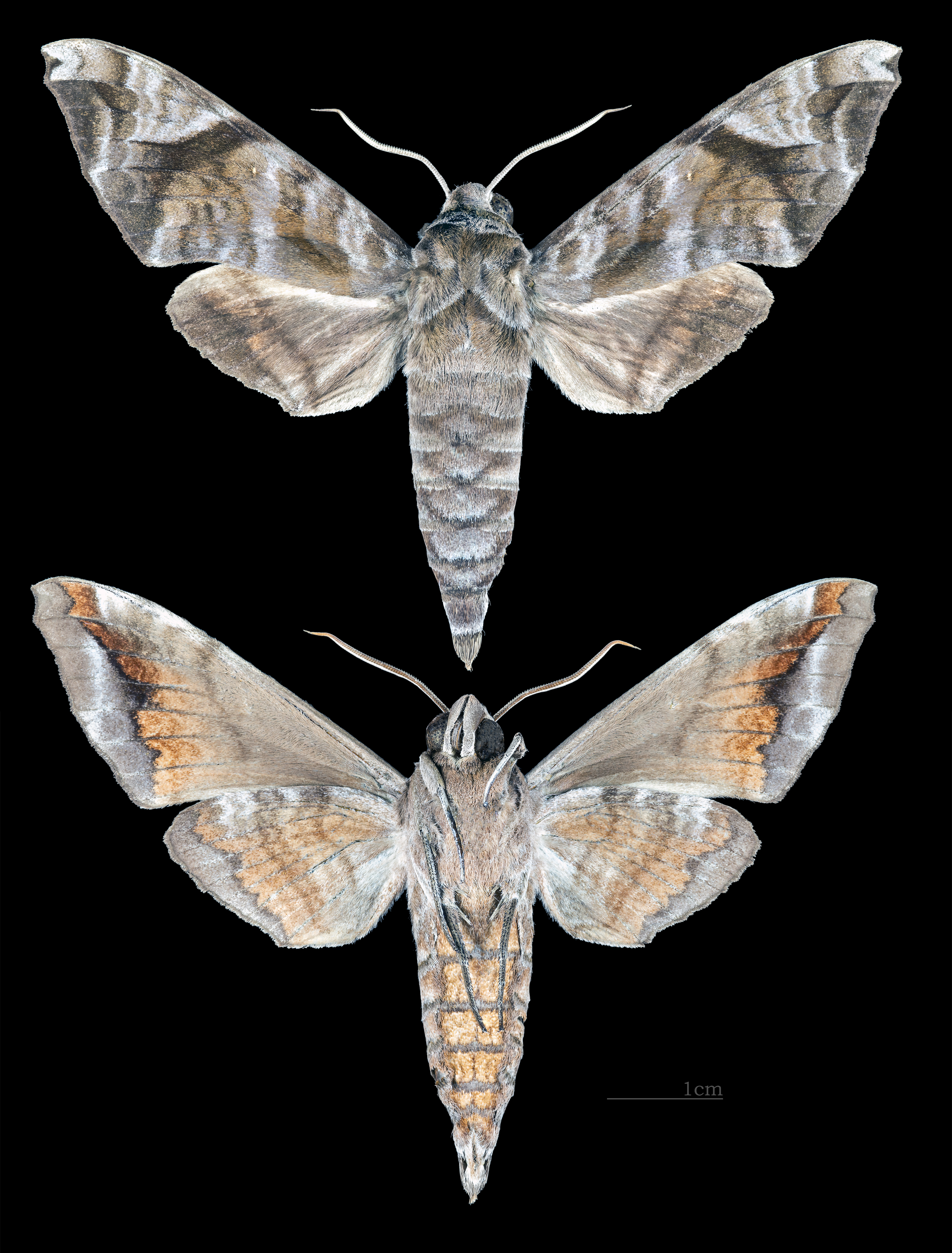
Acosmeryx castanea
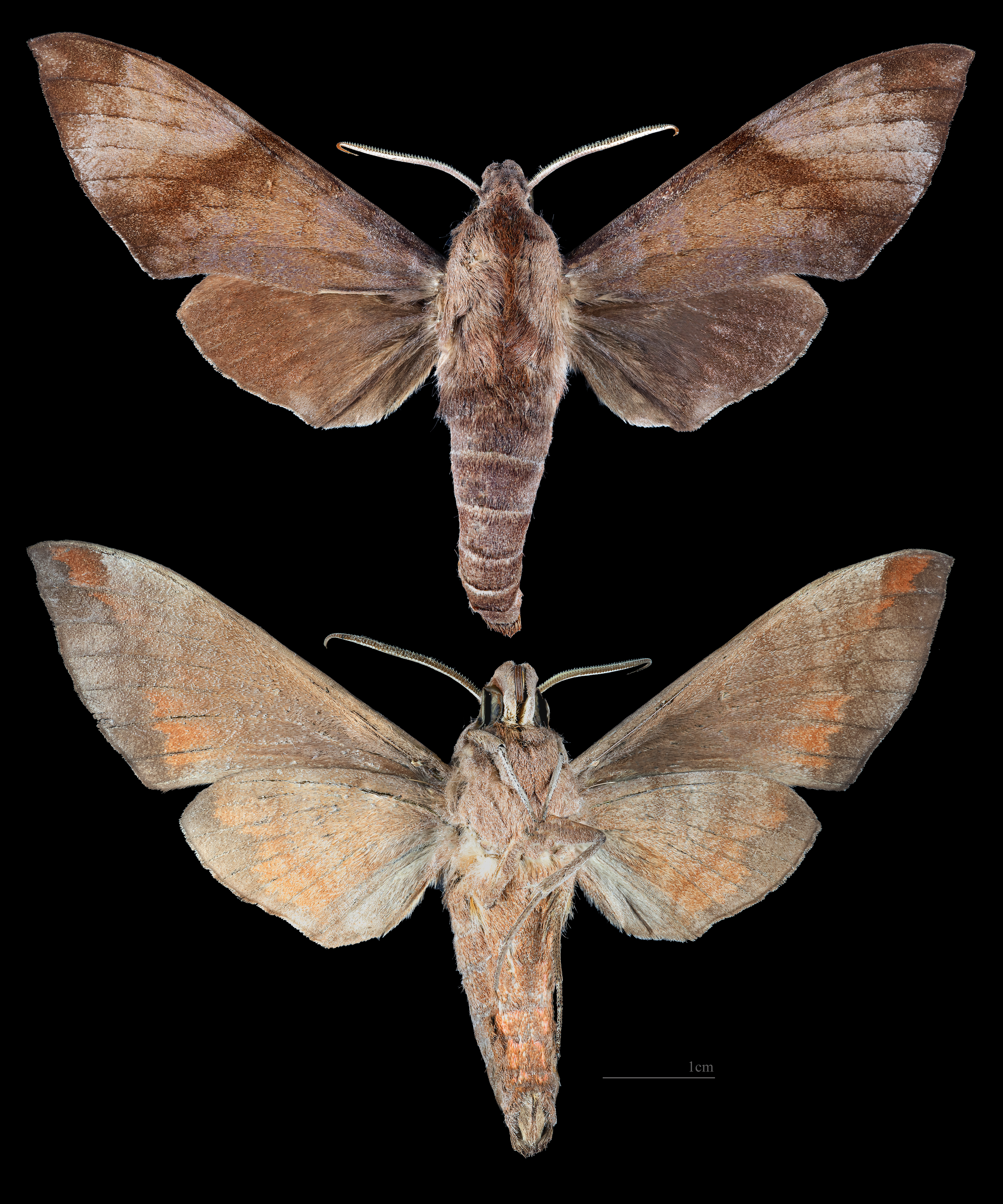
Acosmeryx formosana
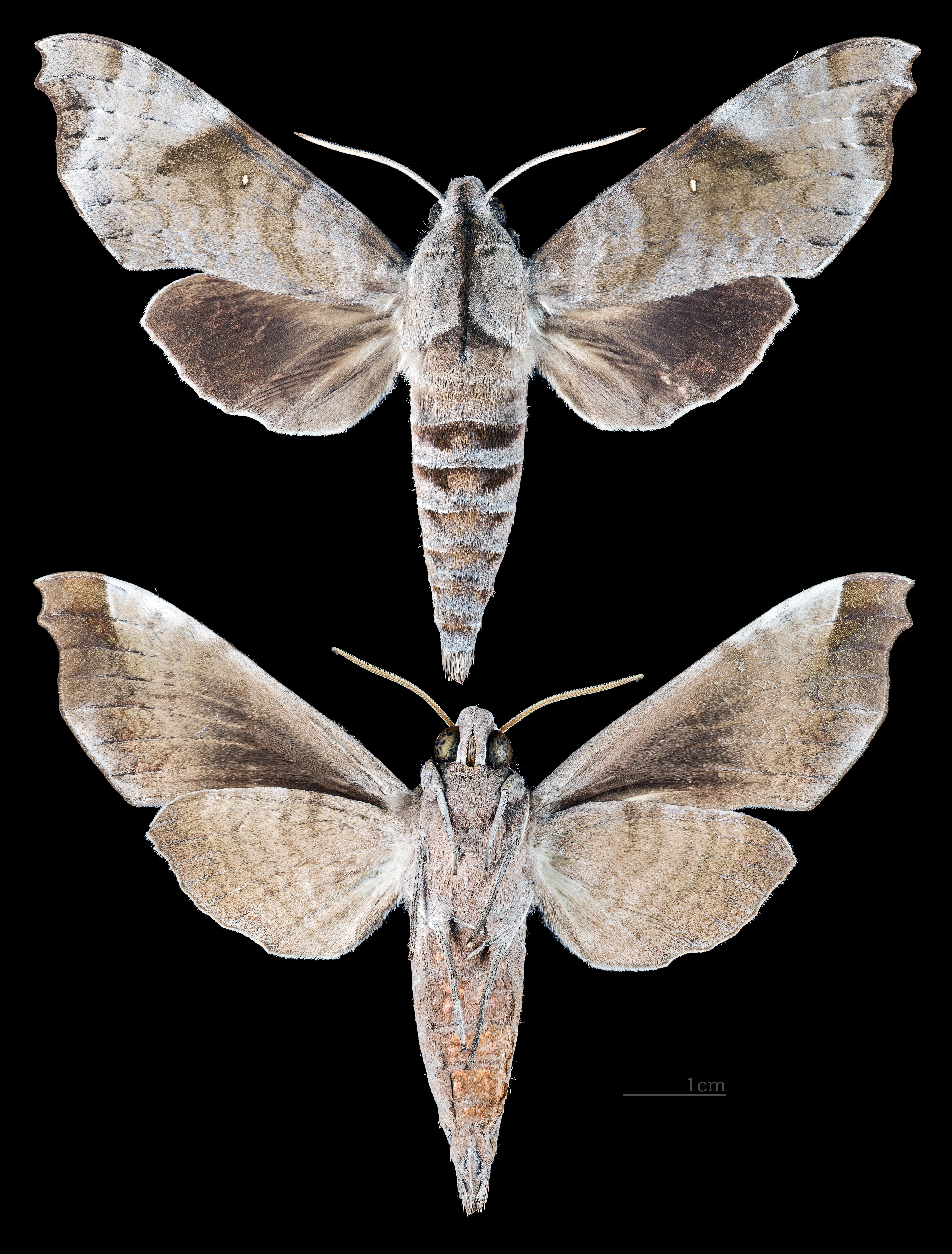
Acosmeryx miskini
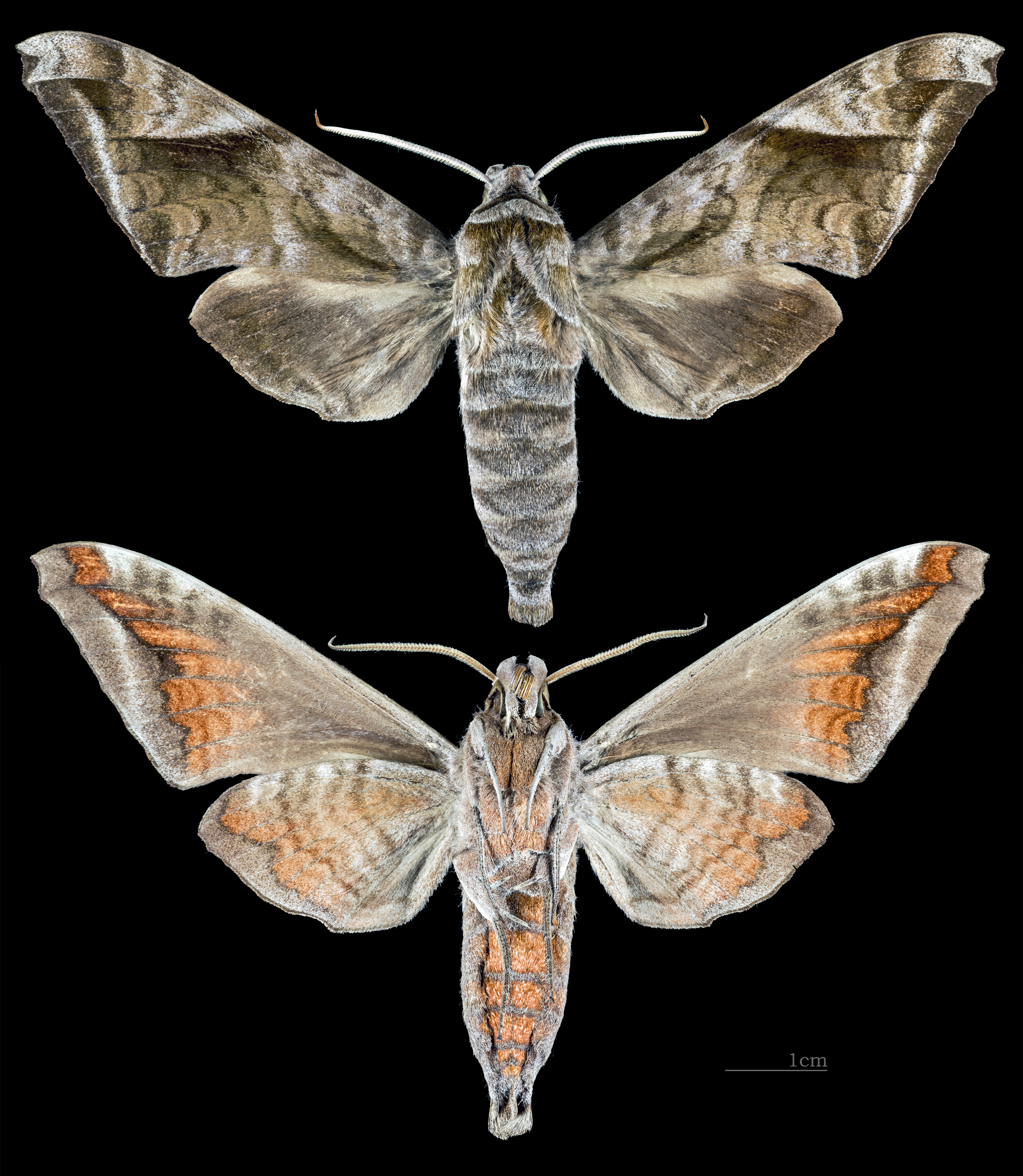
Acosmeryx naga
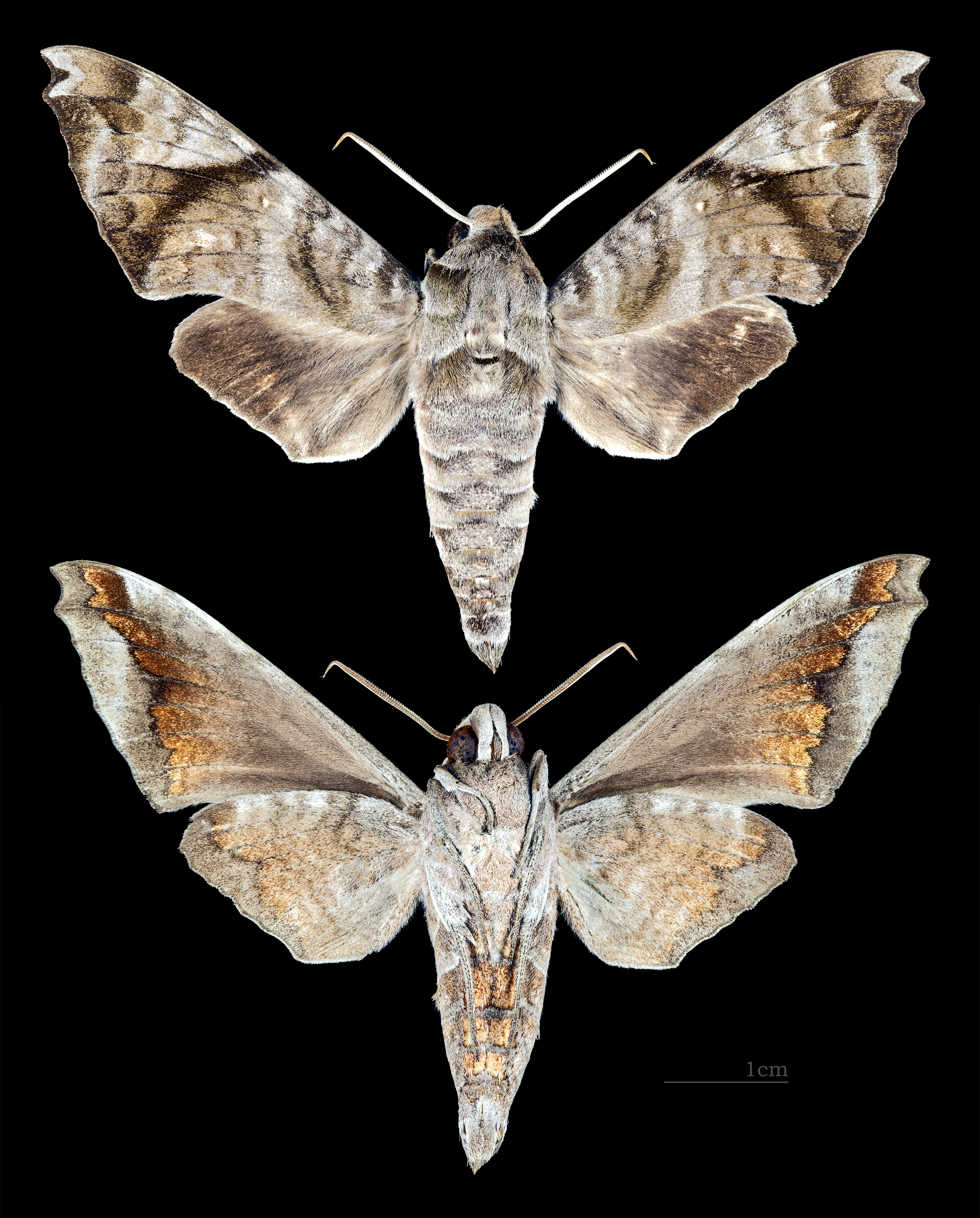
Acosmeryx pseudomissa
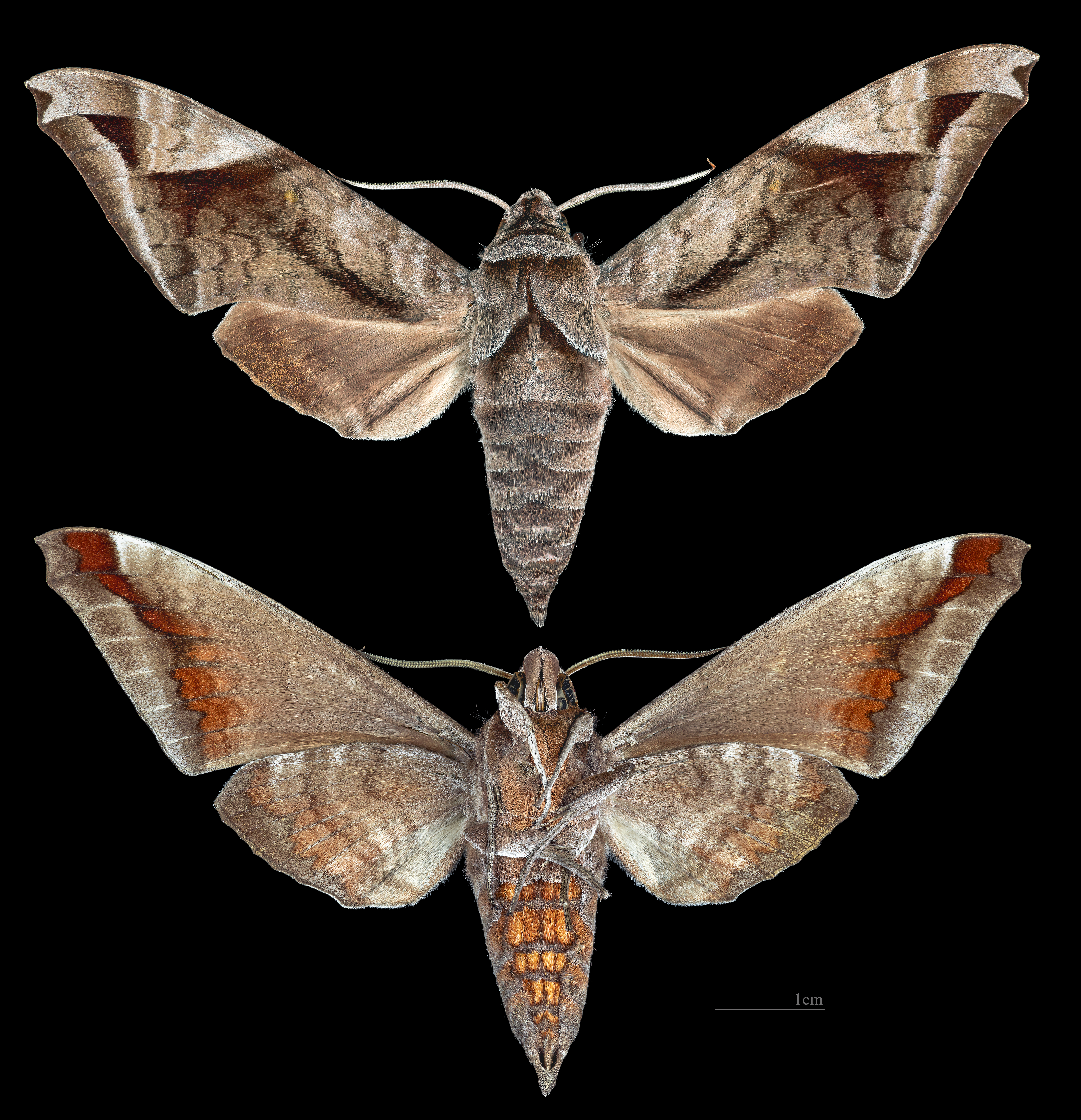
Acosmeryx sericeus
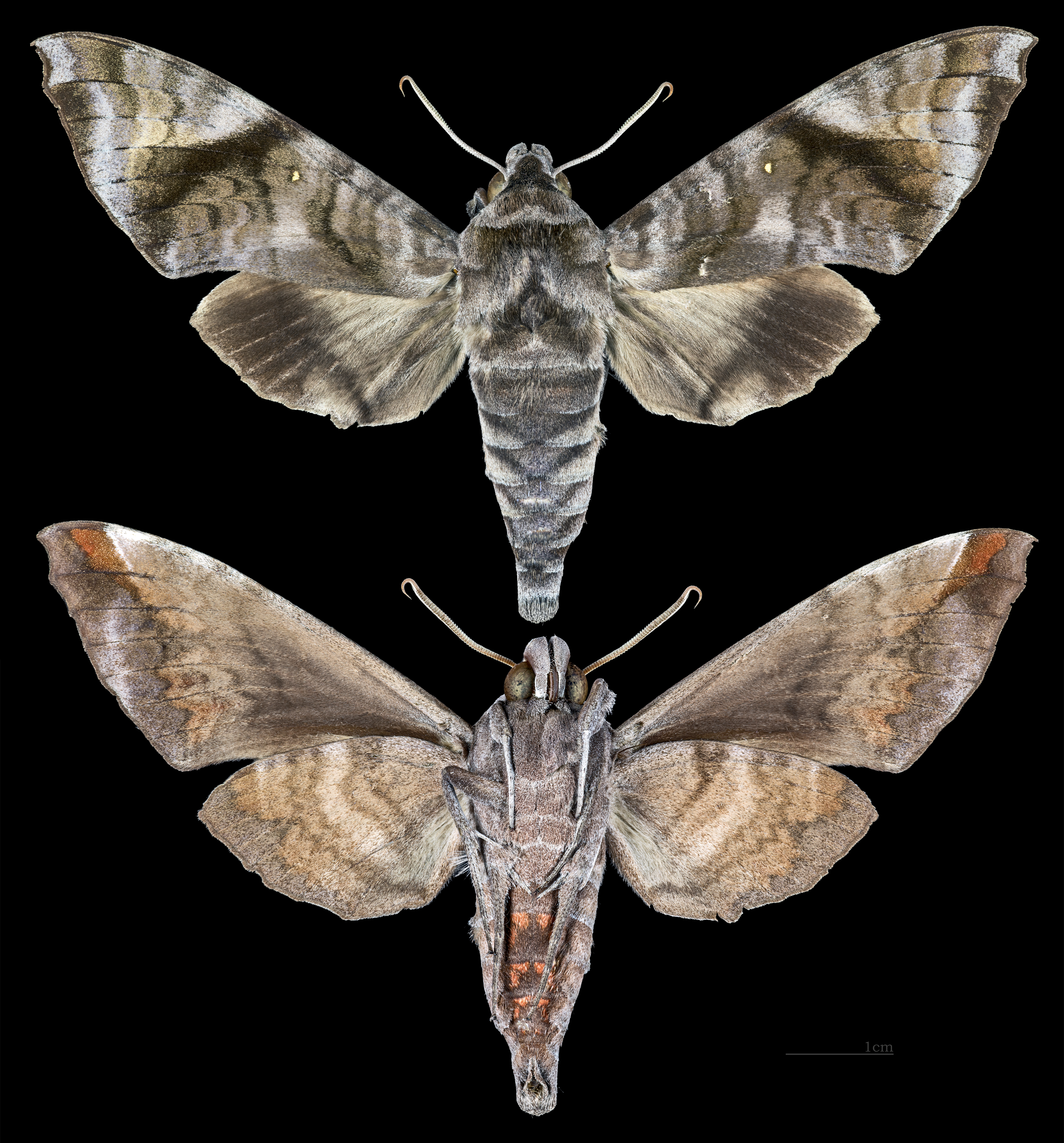
Acosmeryx shervillii
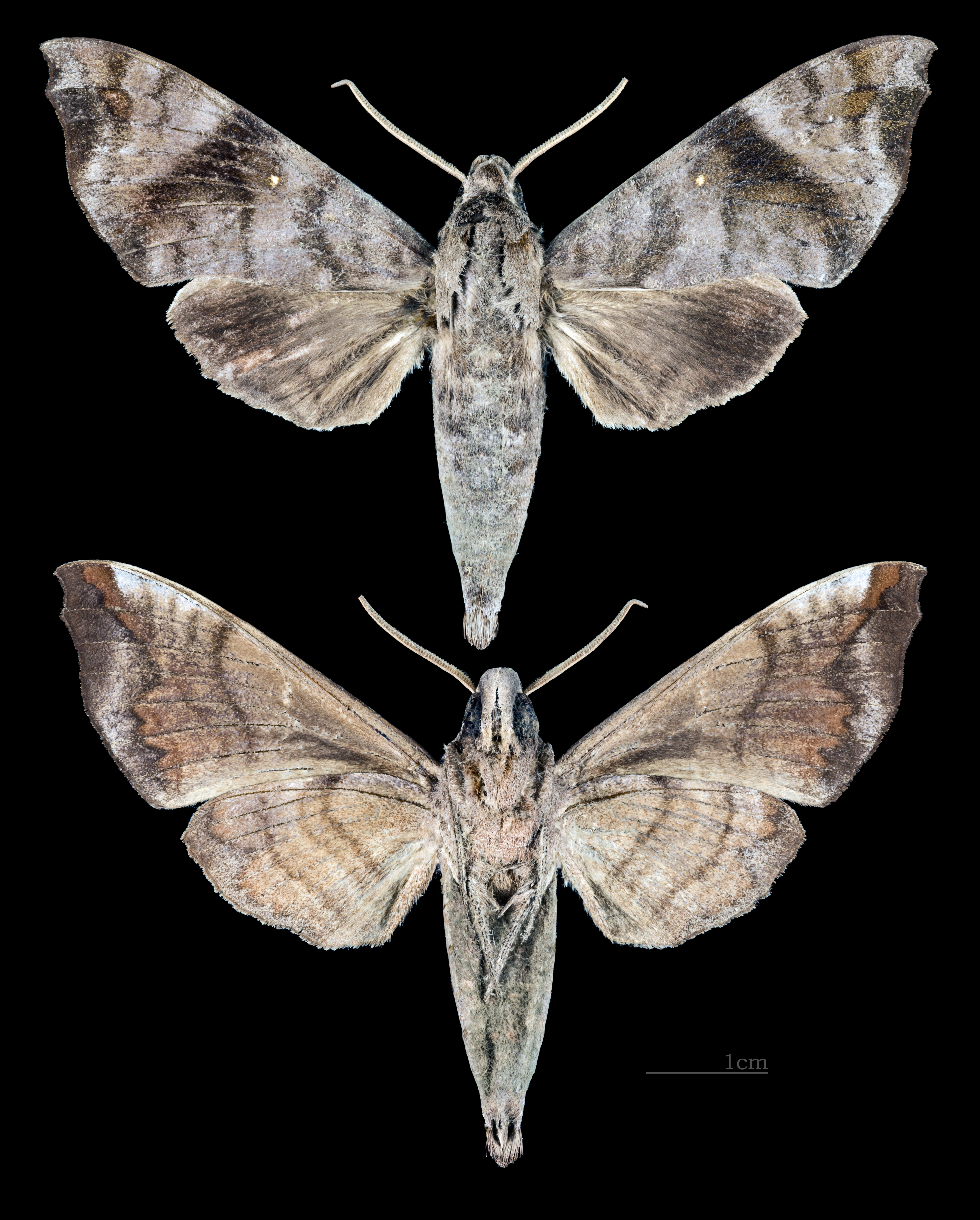
Acosmeryx socrates

## Belege